# Roman Gutscher
Roman Gutscher (* 4. August 1897 in Sieghartskirchen; † 11. April 1967 in Tulln) war ein österreichischer Politiker, Landwirt und Unternehmer.

## Leben
Gutscher besuchte die Realschule, die er 1918 mit der Matura abschloss, anschließend studierte er fünf Semester Bodenkultur. 1920 übernahm er die väterliche Landwirtschaft. Im März 1938 wurde er von den Nazis festgenommen und ins Gefängnis nach Tulln gebracht.

## Familie

Geburtshaus von Roman Gutscher um 1888

Roman Gutschers Familie ist seit 1811 in Sieghartskirchen ansässig, wo sie als Bauern, Bäcker und Landesproduktenhändler wirkte und wirkt. Das Stammhaus, gleichzeitig Roman Gutschers Geburtshaus sowie nunmehriges Wohn- und Geschäftshaus der Familie am Hauptplatz 1, wurde 1886 erbaut.

## Politische Karriere
1922 wurde Gutscher Kammerrat in der Bezirksbauernkammer Tulln. Dem Gemeinderat von Sieghartskirchen gehörte er ab 1925 an. Das Amt des Vizebürgermeister bekleidete er ab 1930 und von 1945 bis 1964 war er Bürgermeister. Abgeordneter zum Niederösterreichischen Landtag war Gutscher von 1950 bis 1954 sowie von 1962 bis 1964. Dem österreichischen Bundesrat gehörte er von 1959 bis 1962 an.